# Tamta Melashvili
Tamta Melashvili (en georgiano თამთა მელაშვილი) (Ambrolauri, 1979) es una escritora georgiana.  Investigadora, profesora en la Universidad Estatal de Tiflis.  Activista feminista, con frecuencia las protagonistas de sus relatos son mujeres y niñas. En 2011 ganó el premio Saba, el premio literario más importante de Georgia. La película Blackbird Blackbird Blackberry (2023) dirigida por Elene Naveriani, premiada en varios certámenes internacionales, está basada en la novela de la autora con el mismo título y ella misma participó en la elaboración del guion.

## Biografía
Tamta Melashvili nació en 1979 en la pequeña ciudad de Ambrolauri en el noroeste de Georgia, y tras completar su educación secundaria, se trasladó a Tiflis donde empezó a estudiar relaciones internacionales en la Universidad Estatal Ivane Javakhishvili,  pero interrumpió sus estudios. Se trasladó a Alemania donde vivió durante un año y donde experimentó de primera mano el significado de ser mujer migrante, comenzando a escribir sobre ello. En 2008 realizó una licenciatura en Estudios de Género en la Universidad Centroeuropea en Budapest. Postriormente regresó a Georgia. Además de continuar su labor literaria trabaja como investigadora y profesora es la Universidad Estatal de Tiflis. .

## Obra
Tamta Melashvili es una feminista activa, comprometida a través de su obra en la defensa de la igualdad, la libertad de las mujeres y la lucha contra la violencia.
Los primeros cuentos que escribió Melashvili se publicaron primero en internet y posteriormente se incluyeron en diferentes antologías. Con frecuencia sus protagonistas son mujeres... niñas, jóvenes y mayores que se enfrenta la desigualdad, abusos, minusvaloración y traumas de la sociedad georgiana.
Uno de sus primeros textos trata sobre la migración femenina (Mujeres georgianas en Alemania – ¿Empoderamiento a través de la migración? Empoderamiento de aspectos de la migración femenina. Saarbrücken 2009). 
En 2010 se publicó su primera novela Counting out (გათვლა) con la que logró un importante éxito nacional e internacional. En ella narra la historia de dos chicas adolescentes que viven en una ciudad de provincias situada en una zona de conflicto, donde la guerra provoca un trasfondo sombrío a la historia. Al no haber fechas ni ninguna referencia geográfica, la historia puede tener lugar en cualquier momento y lugar.  "Dos niñas pequeñas se dedican al tráfico de drogas para ganar dinero para la comida. Comparten todos los problemas de los adultos. La iniciación psicológica en el mundo de los adultos también coincide con una fisiológica: la primera menstruación. Counting Out es una historia trágica con un final sorprendente escrito sin ninguna nota falsa (..) La guerra es una metáfora sombría elegida por la autora para mostrar la complejidad de la naturaleza humana." señala el Centro Nacional de Libros Georgiano. Esta obra fue aclamada por los críticos como el trabajo de «una voz nueva y altamente distintiva» y ganó el premio literario SABA en 2011 el premio literario más importante de Georgia. Fue traducida al alemán, croata, ruso e inglés y ha sido publicada en Macedonia del Norte y Suiza.En Alemania en septiembre de 2014 se estrenó una adaptación teatral de la obra en el Teatro de Bremen realizada por Konradin Kunze.
El crítico literario M. Ebel escribió:

En esta prosa absorbente e impresionante, el tiempo y el lugar son ilimitados. Descartando es un debut muy especial. Desde un punto de vista lingüístico, dado el estilo radical de la narrativa, los temas y la actitud, Tamta Melashvili nos recuerda a Agota Kristof.

En 2015 su siguiente novela Hacia el este (აღმოსავლეთით, 2015) trata de una niña que crece sin amor en Georgia además de narrar la historia de una mujer que vivió en la época del totalitarismo. Uno de los méritos de esta novela es el fascinante modo en que se retratan los personajes.
En 2020 publica la novela  Blackbird Blackbird Blackberry, (Shashvi shashvi maq'vali) cuyo texto es la base del guion de la película Blackbird Blackbird Blackberry, estrenada en 2023, dirigida por Elene Naveriani. Tamta Melashvili participó en la escritura del guion. Naveriani dijo sobre la novela y su protagonista:

Leí el libro justo cuando se publicó. Desde la primera página, me pareció que tenía mucha fuerza, ya que trataba sobre un personaje muy empoderado. Me gusta que la protagonista tenga cierta edad. Además, creo que la gente puede identificarse con su vida. Vive en una sociedad marcada por la opresión, donde no siempre puedes ser la persona que desearías. Su entorno no le permite florecer como a ella le gustaría. Sentí que Etero vive una contradicción en su interior, ya que es muy inteligente, muy intuitiva, como una “feminista natural”, pero aun así se rinde a lo que el mundo exterior espera de ella. Al final es capaz de abrirse paso. Lo ha conseguido, ha vuelto a lo que realmente ama, a su libertad, a su identidad, a su cuerpo, a su gestualidad, a su edad. Para mí, es alguien que ha logrado triunfar en la sociedad. Quería sacarla de la novela y darle un cuerpo. Para mí es un icono. Tiene una fuerza que nadie puede definir, aunque sea el pilar maestro del pueblo, relacionándose con todo el mundo a través de todas las generaciones.

## Publicaciones
- Counting out (გათვლა)(Gatvla)  (2010)
- Hacia el este (2015,2022)[1]
- Ángeles marinos (2017)
- Blackbird Blackbird Blackberry, Sulakauri Ed., (2020) (fr: Merle, merle, mûre) (2023)[11]

## Premios y reconocimientos
- Premio literario SABA 2011 en la categoría mejor debut por Counting Ou
- 15 mejores cuentos cortos de 2013, premio editorial BSP-BakurSulakauri (segundo puesto) por That Very Day
- Premio de literatura juvenil alemana 2013 en la categoría de adultos jóvenes por Counting Out
- Committee Prize of the Literary Competition "Tsero" (Crane)
- German Youth Literature Prize for the book "გათვლა" (tjunto a la traductora Natia Mikeladze-Bakhsoliani)